# Bocca Trabaria
Bocca Trabaria (1.049 m s.l.m.) è il valico appenninico che divide la valle del Metauro dalla valle del Tevere (val Tiberina), dividendo la provincia di Perugia dalla provincia di Pesaro e Urbino e quindi l'Umbria dalle Marche; è servito dalla strada statale 73 bis di Bocca Trabaria.
Secondo alcune fonti divide geograficamente l'Appennino tosco-emiliano a nord dall'Appennino umbro-marchigiano a sud e conseguentemente l'Appennino settentrionale da quello centrale, mentre secondo altre fonti il confine tra i due tratti appenninici sarebbe Bocca Serriola o anche l'intera zona compresa tra i due valichi.

## Etimologia
L'origine del nome è chiaramente latina, (da trabs = trave). I Romani inviavano per fluitazione via Tevere verso sud il legname tagliato nella zona del valico.

## Importanza sportiva ed escursionistica
Negli anni settanta-ottanta si disputava una cronoscalata automobilistica di discreto successo con partenza da San Giustino e arrivo al valico.
È il punto di partenza della Grande Escursione Appenninica.

## Storia
Il 27 luglio 1849 transitarono attraverso la Bocca Trabaria Garibaldi, sua moglie Anita e Angelo Brunetti, noto come Ciceruacchio, e altri fedelissimi. Avevano l'intento di recarsi a Venezia, per unirsi ai difensori della città, che allora era assediata dall'esercito austriaco. Erano reduci dalle lotte sostenute durante l'Assedio di Roma da parte delle truppe francesi. Raggiunsero il passo verso mezzanotte e vi bivaccarono.

## Galleria d'immagini

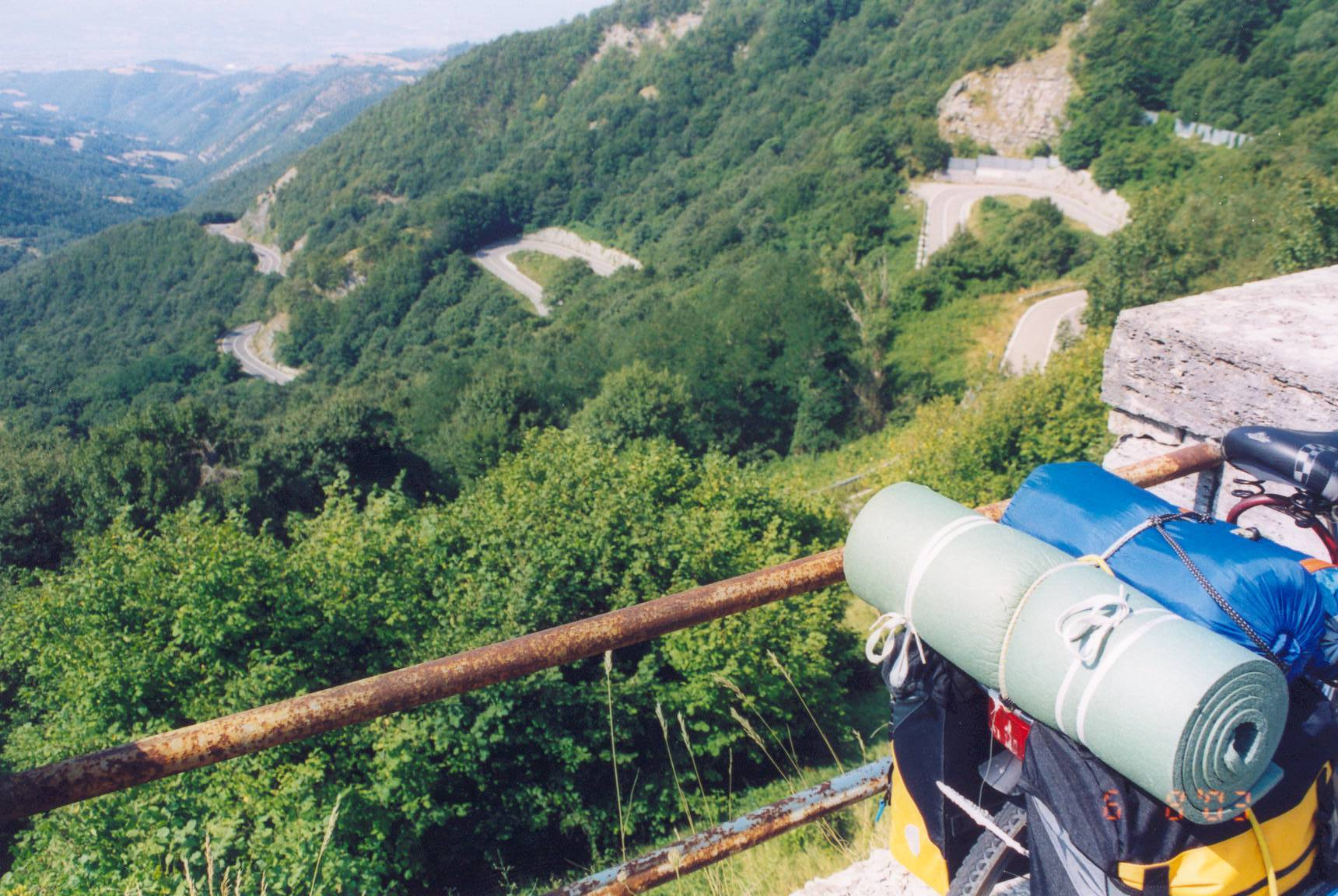
Bocca Trabaria - salita del versante umbro
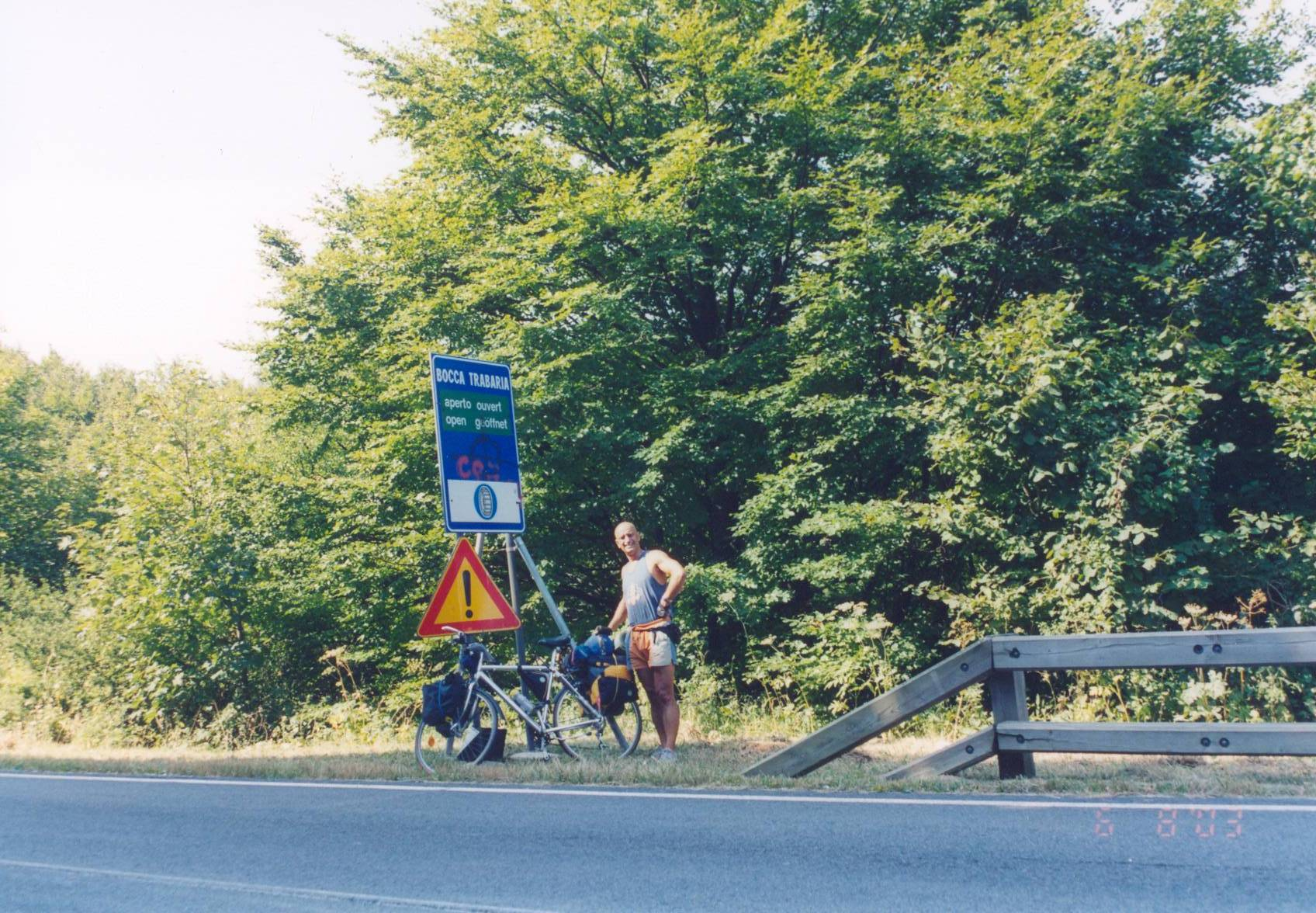
Bocca Trabaria - il passo
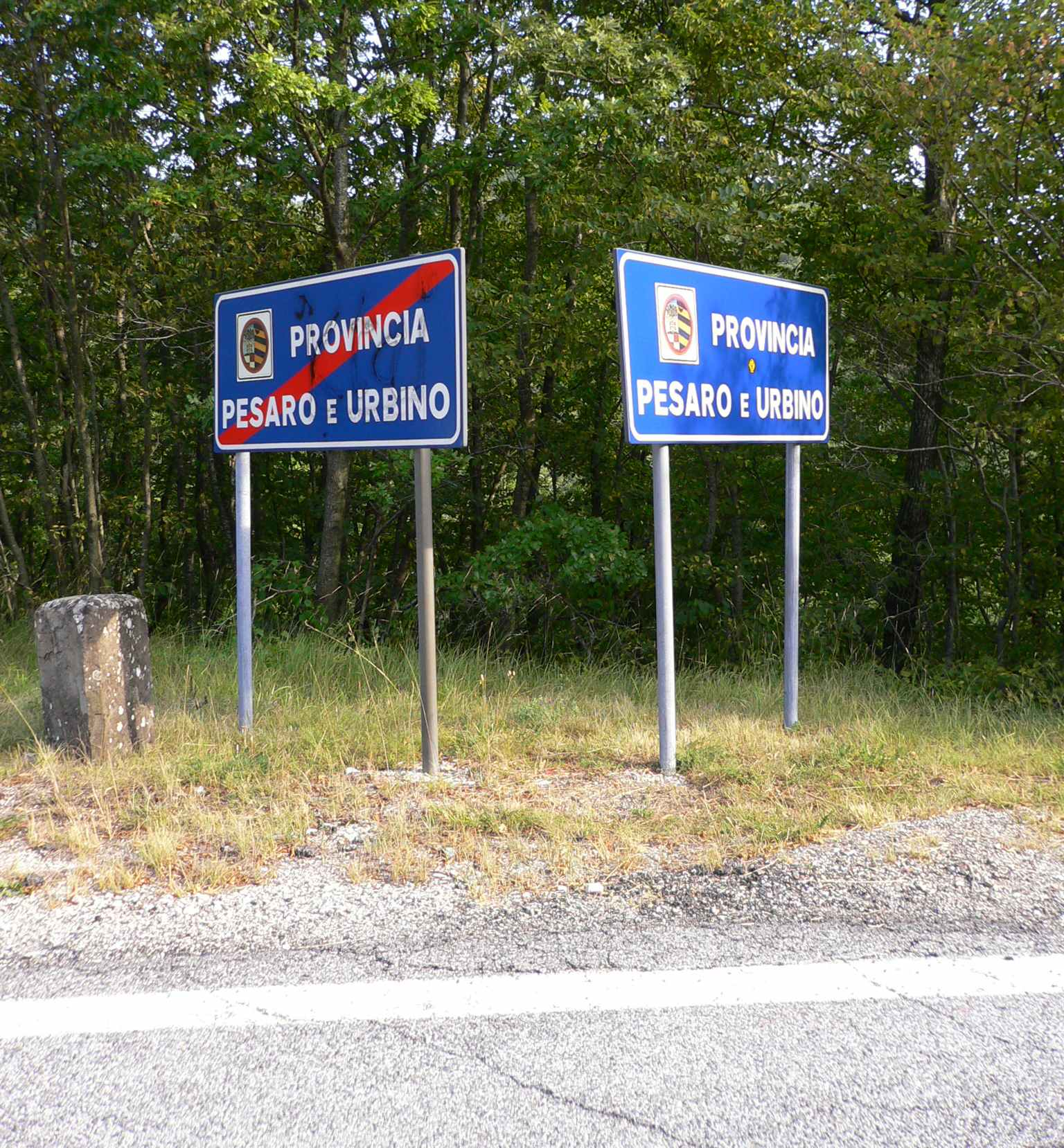
Confine tra le provincia di Pesaro e quella di Perugia, nelle vicinanze del valico
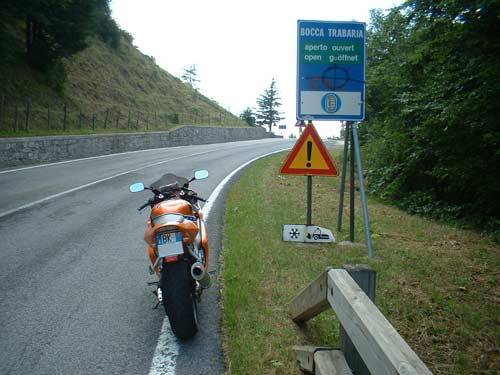
Bocca Trabaria - salita del versante marchigiano
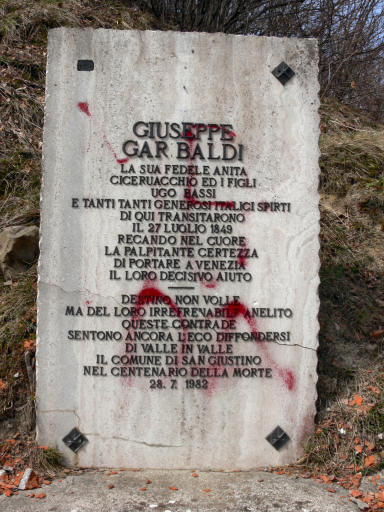
Cippo a Garibaldi